# Antonin Scalia
Antonin Gregory Scalia (Trenton, 11 marzo 1936 – Shafter, 13 febbraio 2016) è stato un avvocato e magistrato statunitense.
È stato giudice della Corte Suprema degli Stati Uniti dal 1986 fino al momento della morte, essendo entrato nell'organico della Corte su nomina del Presidente Ronald Reagan. Ampiamente considerato come un pilastro dell'ala conservatrice della Corte Suprema, per le questioni di interpretazione costituzionale aderiva alla dottrina della interpretazione originaria della Costituzione (originalismo). È ritenuto uno dei giudici più importanti della storia della Corte Suprema e tra i giuristi più influenti del XX secolo.

## Biografia
Antonin Scalia nacque a Trenton, New Jersey. Sua madre, Catherine Louise Panaro, era nata negli Stati Uniti da immigrati italiani. Suo padre, Salvatore Eugenio, originario di Sommatino, in provincia di Caltanissetta, emigrò dalla Sicilia all'età di 15 anni e divenne professore di lingue romanze. Antonin si trasferì all'età di cinque anni con la sua famiglia a Elmhurst nel Queens, New York; nel corso di tale periodo il padre lavorò presso il Brooklyn College.
Scalia frequentò la Xavier High School, una scuola cattolica gesuita di Manhattan. Si laureò primo nella sua classe cum Laude presso la Università di Georgetown nel 1957. Mentre era a Georgetown studiò anche all'Università di Friburgo in Svizzera. Successivamente continuò gli studi di diritto presso la Law School della Harvard University (dove lavorò come redattore del giornale Harvard Law Review). Si laureò in giurisprudenza Cum Laude nel 1960 e divenne un Sheldon Fellow Harvard l'anno successivo. La carica gli permise di viaggiare per l'Europa tra il 1960 e il 1961.
Il 10 settembre 1960 Scalia si sposò con Maureen McCarthy, laureata in inglese presso il Radcliffe College. I due divennero genitori di nove figli: Eugene (procuratore e futuro segretario del lavoro nella presidenza Trump), Ann (occupazione nell'ambito fiscale, ex avvocato presso il Dipartimento del Lavoro USA), John, Catherine, Mary, Paul (ordinato sacerdote nella diocesi della contea di Arlington, Virginia, nella Chiesa di Santa Rita), Matthew (laureato alla West Point, attualmente sta lavorando come istruttore ROTC all'Università degli Studi di Delaware), Christopher (ora all'Università del Wisconsin) e Margaret (studente dell'Università della Virginia).
Scalia era noto con il soprannome Nino; i suoi colleghi usavano il neologismo Ninograms (ninogrammi) per riferirsi alle note dei casi ai quali Scalia aveva lavorato.

### Carriera giudiziaria
Nel 1967 divenne professore di diritto all'Università della Virginia. La carriera giudiziaria di Scalia è iniziata nel 1974 come assistente procuratore generale. Nel 1977 tornò a insegnare, all'Università di Chicago. Nel 1982 è stato nominato giudice della corte d'appello al distretto di Washington.
In occasione di una conferenza sul federalismo nel 1982, Scalia ha sfidato i conservatori a rivedere il loro punto di vista ostile al potere nazionale. In un momento in cui la Presidenza e il Senato erano in mani repubblicane, Scalia ha sostenuto che una politica di riavvicinamento sulla base del "non fare nulla" può creare per le politiche nazionali uno stato di "auto-maturità" ai fini di raggiungere obiettivi politici conservatori. Scalia ha sottolineato ai membri del pubblico come Hamilton avrebbe affermato di tenere in considerazione il fatto che il governo federale non sia una cosa negativa, ma positiva. Il trucco è quello di utilizzarla con saggezza.

#### Alla Corte suprema

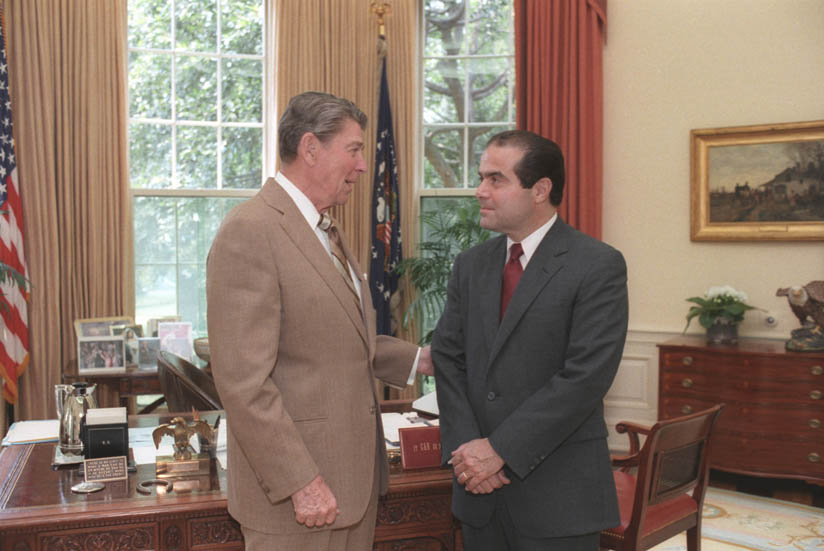
Scalia con Ronald Reagan nella Sala ovale, il 7 luglio 1986

Nel 1986 il Presidente Ronald Reagan lo ha proposto per il posto di giudice della Corte suprema, dopo la promozione a Giudice Capo di William Rehnquist, nomina ratificata dal Senato nel settembre 1986.
È stato il primo italoamericano a ricoprire l'incarico. Presso la Corte suprema, Scalia è stato il leader delle posizioni conservatrici. Secondo lui, la Costituzione deve essere interpretata con original intent, cioè come coloro che scrissero il documento, senza ulteriori reinterpretazioni. Pertanto Scalia prende in considerazione solo il testo della Costituzione quando analizza i casi. Scalia ha detto pubblicamente che la decisione della Corte nel caso Roe vs. Wade, che ha legalizzato il diritto all'aborto, è sbagliata e dal suo punto di vista dovrebbe essere annullata. Scalia riteneva che non c'è un diritto costituzionale di abortire, e che se le persone vogliono abortire, deve essere fatta una legge specifica.
Scalia generalmente votò contro le leggi che fanno distinzione in base alla razza, al sesso o all'orientamento sessuale. Inoltre, riteneva che la pena di morte fosse costituzionale. A differenza di altri suoi colleghi conservatori, come l'ex giudice William Rehnquist o Clarence Thomas, il giudice Scalia ha mantenuto un punto di vista a favore del potere nazionale e di un esecutivo forte. In questo senso può essere considerato un hamiltoniano.

### Morte
Il 13 febbraio 2016 è morto, vicino a Shafter, in Texas, dove soggiornava prima di una battuta di caccia. Il funerale è stato celebrato dal figlio Paul nella Basilica dell'Immacolata concezione a Washington, alla presenza del cardinal Donald Wuerl, del vescovo di Arlington Paul Loverde e del nunzio apostolico negli Stati Uniti Carlo Maria Viganò, prima di essere sepolto nel Fairfaix Memorial Park in Virginia. Nel 2017 gli è succeduto alla Corte suprema Neil Gorsuch.

## Riconoscimenti
Il 6 ottobre 2016 gli è stato attribuito dalla Camera dei deputati italiana il "Premio America alla memoria" della Fondazione Italia USA.